# Saint-Maximin-la-Sainte-Baume
Saint-Maximin-la-Sainte-Baume (på provensalska Sant Maissemin de la Santa Bauma) är en stad och kommun i departementet Var i regionen Provence-Alpes-Côte d'Azur i sydöstra Frankrike. År 2022 hade Saint-Maximin-la-Sainte-Baume 17 691 invånare. Staden domineras av basilikan Sainte-Marie-Madeleine.

## Geografi
Staden ligger i västraste delarna av departement Var i Provence . Den är belägen på botten av en upptorkad sjö vid foten av Saint-Baume bergen 40 km öster om Aix-en-Provence. Staden ska inte förväxlas med Sainte-Maxime på rivieran.

## Historia
Under Place Malherbe inne i centrum har man funnit rester av en romersk villa, Villa Lata. Villan var en av många gårdar som var placerade på slättlandet som genomkorsades av Via Aurelia under romartiden. Staden finns omnämnd i skrift sen 900-talet. Karl I av Anjou äktar Beatrice, arvtagerska till Provence och blir därmed greve av Provence, 1246. När hans son Karl II av Anjou påstår sig finna Maria från Magdalas grav och reliker blommar den sömniga landsortsbyn upp och basilikan börjar byggas. Pesten drabbar staden 1348.

## Befolkningsutveckling
Antalet invånare i kommunen Saint-Maximin-la-Sainte-Baume
| Referens: INSEE |